# Кёк-Усн
Кёк-Усн (калм. Көк Усн — синее озеро, устар. Кеке-Усун) — пересыхающее бессточное солёное озеро в Черноземельском районе Калмыкии. Ближайший населённый пункт — посёлок Прикумский. Площадь поверхности — 4,85 км².
Озеро летом пересыхает, питается талыми и дождевыми водами. Режим водоёма искусственно-антропогенный. Поступление воды из Чограйского водохранилища приводит к опреснению озера.
Озеро окружено песчаными валами, поросшими тамариксом.

## Источник
- Атлас Республики Калмыкия, ФГУП «Северо-Кавказское аэрогеодезическое предприятие», Пятигорск, 2010 г., стр. 182